# ZVV 't Knooppunt
Le ZVV 't Knooppunt est un club de futsal néerlandais basé à Amsterdam ayant évolué en 1re division néerlandaise.
En 2018, la fédération néerlandaise exclut définitivement le club des compétitions nationales à la suite de la découverte de la source financière du club. Un grand nombre de fonctionnaires du club sont liés à des affaires criminelles, menant leurs activités à deux assassinats au sein du club sur fond de trafic de drogues.

## Histoire
Fondé en 1995, le club investit dans les joueurs et les structures, parvenant à monter en première division néerlandaise en 2015.
Lors de la saison 2016-2017, le club est champion des Pays-Bas de futsal et atteint la finale de la Coupe des Pays-Bas. Lors de la défaite en finale de la Coupe des Pays-Bas, une bagarre générale éclate dans le Sporthallen Zuid à Amsterdam entre le public et le gardien adverse du FC Marlène. Cependant, la KNVB décide de ne pas sanctionner le club.
Lors de la saison 2017-2018, le club dispute la Coupe de futsal de l'UEFA 2017-2018 et est éliminé au premier tour. Lors de cette édition, le ZVV 't Knooppunt fait face au FC Barcelone (défaite, 6-0).
Le 6 juillet 2018, le bourgmestre d'Amsterdam et la fédération néerlandaise interdisent le club amstellodamois de participer à toutes compétitions à Amsterdam ainsi qu'aux Pays-Bas à la suite d'une enquête policière prouvant que la source financière du club serait illégale. L'enquêteur Arno van Leeuwen révèle que le club serait une niche de sportifs actifs dans la criminalité néerlando-marocaine aux Pays-Bas. Le grand baron de drogue Houssine Ait Soussan serait à la tête du club. Ce dernier est une figure de la Mocro Maffia ayant comme financier du club Souhail Laachir. Ce dernier est assassiné en 2013 à la suite d'un règlement de comptes. Anass El Ajjoudi, un autre membre du staff du club est assassiné en 2018 à Amsterdam. Le club accueille entre les années 2013 et 2018 un grand nombre de criminels ayant leur nom gravé sur des listes noires selon des observateurs de la justice néerlandaise.

## Palmarès
| Compétition européenne                                              | Compétitions nationales | Compétitions régionales                                |
| ------------------------------------------------------------------- | --- | ------------------------------------------------------ |
| - Ligue des champions - Meilleur résultat : tour élite en 2017-2018 | - Championnat des Pays-Bas de futsal (2) - Champion : 2016 et 2017 - Finaliste : 2018 - Coupe des Pays-Bas de futsal - Finaliste : 2017 | Championnat du Benelux (2) - Champion 1re série : 2016 |

## Effectif

### Anciens joueurs
- Iliass Bouzit
- Abdessamad Attahiri
- Ismael Hamdaoui
- Mohammed Darri
- Jamal El Ghannouti
- Aziz Hitou
- Amar Zouggaghi
- Mohammed Attaibi
- Adil Zouthane
- Sofian El Adel
- Fouad Afkir

### Entraîneurs
- (2015-2017)  Carmelo Nieddu
- (2017-2018)  Hicham ben Hammou